# FV Gröditz
Maillots
Le FV Gröditz est un club allemand de football localisé dans la ville de Gröditz dans la Saxe.

## Histoire (football)
Les racines de ce club remontent à 1911 et la fondation du Fussballverein Gröditz ou FV Gröditz. Le club joua relativement anonymement dans les ligues inférieures jusqu’au terme de la Seconde Guerre mondiale
En 1945, le club fut dissous par les Alliés, comme tous les clubs et associations allemands (voir Directive n°23). Le club fut reconstitué sous l’appellation Zentrale Sportgemeinschaft Gröditz ou ZSG Gröditz.
La ville de Gröditz et la Saxe se retrouvèrent en zone soviétique, puis en RDA à partir d’octobre 1949.

### Époque de la RDA
En 1950, à la suite de la création des Sportvereinigung, la ZSG Gröditz fut renommée BSG Stahl Gröditz.
En 1952, le club fut devint un des fondateurs de la Bezirksliga Dresden, une des 15 ligues créées au 3e niveau du football est-allemand. Le cercle termina vice-champion lors de la saison inaugurale, mais fut relégué en Bezirksklasse en 1954.
En 1955, une double réforme concerna les compétitions de football en Allemagne de l’Est. D’une part, les Berziksligen reculèrent au 4e niveau de la hiérarchie à la suite de la scission de la DDR-Liga en I. DDR-Liga et en II. DDR-Liga. D’autre part, les dirigeants politiques agencèrent les saisons sportives selon le modèle soviétique. C'est-à-dire qu’elles commencèrent au printemps pour se terminer à la fin de l’automne d’une même année calendrier. Un "tour de transition" (en Allemand: Übergangsrunde) fut disputé à l’automne 1955 sans montées, ni descentes.
En vue de la saison 1957, le BSG Stahl Gröditz remonta en Berziksliga Dresden. En 1959, le club remporta le titre et monta en II. DDR-Liga.
En 1961, le BSG Stahl Gröditz fut fusionné avec le BSG Rotation Gröditz pour former le TSG Gröditz.

### TSG Gröditz

Ancien logo du TSG Gröditz

Les saisons reprirent un déroulement traditionnel à partir de 1961-1962. À la fin de la saison suivante, la II. DDR-Liga fut dissoute. Le TSG Gröditz se retrouva en Bezirksliga Dresden.
Vice-champion en 1965, le club décrocha le titre la saison suivante puis encore en 1969, mais échoua à chaque fois à obtenir la montée durant le tour final.
Après une autre place de vice-champion en 1970, le TSG Gröditz obtint encore cette place en 1972. Mais comme le club titré était le BSG Stahl Riesa II, dont l’équipe Premières était au même moment reléguée d’DDR-Oberiga en DDR-Liga, ce fut donc Gröditz qui reçut la place montante.
Le TSG Gröditz resta au Division 2 durant sept saisons consécutives, soit jusqu’au terme de la saison 1978-1979. Le club retrouva directement le titre en Bezirksliga Dresden l’année suivante.
En 1981, le cercle termina vice-champion de son groupe en DDR-Liga derrière Energie Cottbus. Trois ans plus tard, à la fin de la saison 1983-1984, la DDR-Liga fut réduite de 5 à 2 séries. Le TSG Gröditz fut renvoyé de justesse à l’étage inférieur. Le cercle avait terminé à égalité de points avec le Motor Karl-Marx-Stadt mais celui-ci se sauva grâce à une meilleure différence de buts.
Le TSG Gröditz continua de jouer les premiers rôles en Bezirksliga Dresden. De 1985 à 1990, le club termina à chaque fois à l’une des deux premières places, mais sans décrocher la montée. La Bezirksliga Dresden
Redevenu un organisme civil, le club reprit son nom historique de FV Gröditz 1911.

### FV Gröditz (1990)
La Bezirksliga Dresden ayant été dissoute, le club joua la saison 1990-1991 dans la nouvelle Landesliga Sachsen, soit au 4e niveau du football allemand réunifié. En 1992, il fut relégué en Bezirksliga Dresden, puis en 1993, il glissa en Bezirksklasse Dresden, à l’époque 6e niveau.
En 2010-2011, le FV Gröditz évolue toujours en Bezirksklasse Dresden, une ligue qui a reculé au 8e niveau, à la suite de l’instauration des Regionalligen, en 1994 puis de la 3. Liga, en 2008.

## Palmarès
- Champion de la Bezirksliga Dresden: 1959, 1966, 1969, 1980, 1986, 1987.
- Vice-champion de la Bezirksliga Dresden: 1953, 1965, 1970, 1972, 1985, 1988, 1989, 1990.
- Vice-champion de la DDR-Liga, Groupe 4: 1981.

## Joueurs connus
- Marcel Gebhardt débuta au TSG Gröditz, joua plus tard en Bundesliga avec le 1. FC Köln.
- Ralf Minge, au TSG Gröditz jusqu’en 1980, ensuite au SG Dynamo Dresde et 36 fois International est-allemand
- Dieter Riedel débuta en 1957 au BSG Stahl Gröditz puis passa au SG Dynamo Dresde et 4 fois International est-allemand.
- Klaus Sammer de 1954 à 1962 à Gröditz, 183 matches en DDR-Oberliga, 17 fois International est-allemand.
- Daniel Ziebig débuta en 1988 au TSG Gröditz, joua ensuite en Bundesliga avec le FC Energie Cottbus.

## Localisation

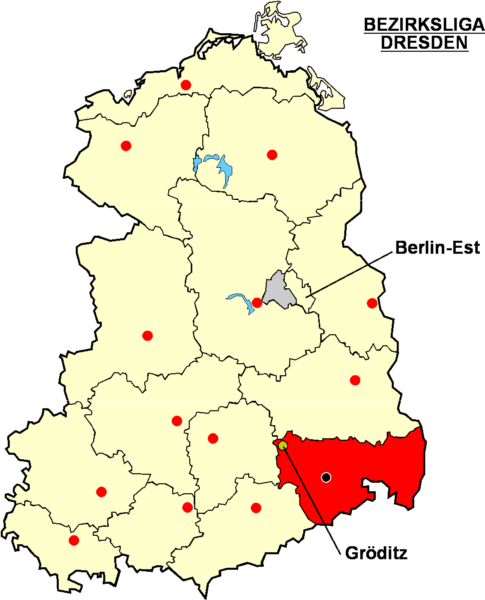
Localisation de Gröditz dans la "Bezirksliga Dresden"